# Roggwil (Turgovia)
Roggwil (toponimo tedesco) è un comune svizzero di 3 050 abitanti del Canton Turgovia, nel distretto di Arbon.

## Società

### Evoluzione demografica
L'evoluzione demografica è riportata nella seguente tabella:
Abitanti censiti

## Economia

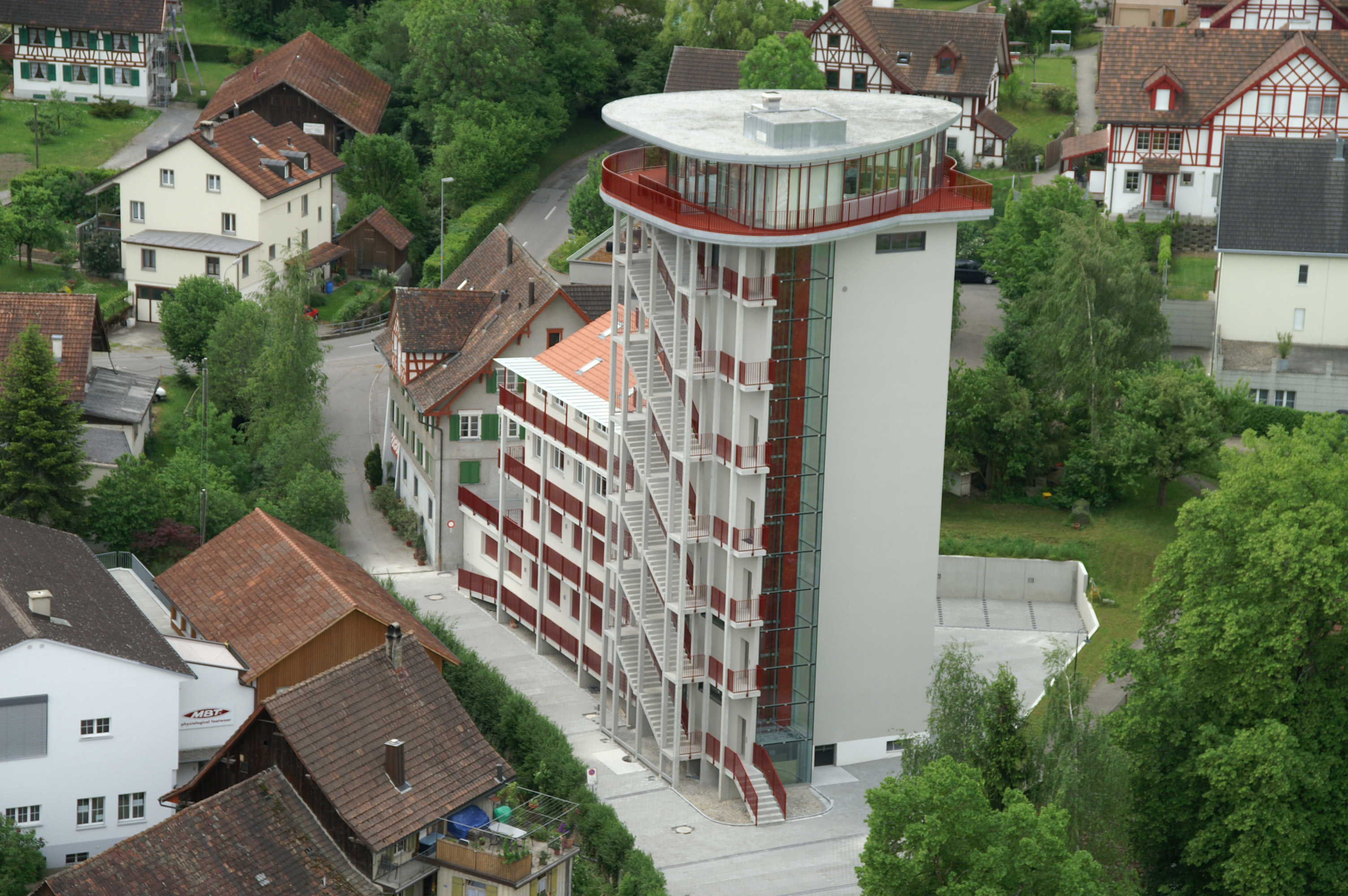
La Kybun Tower

A Roggwil, nella Kybun Tower, ha sede l'azienda calzaturiera MBT.

## Amministrazione
Ogni famiglia originaria del luogo fa parte del cosiddetto comune patriziale e ha la responsabilità della manutenzione di ogni bene ricadente all'interno dei confini del comune.